# Jeff Bingaman
Jesse Francis «Jeff» Bingaman (El Paso, Texas; 3 de octubre de 1943) es un político estadounidense que se desempeñó como senador de los Estados Unidos por Nuevo México de 1983 a 2013, durante cinco mandatos. Miembro del Partido Demócrata, se desempeñó como presidente del Comité de Alcance del Caucus Demócrata del Senado. Anteriormente, Bingaman fue Fiscal General de Nuevo México de 1979 a 1983. El 18 de febrero de 2011, anunció que no buscaría la reelección en 2012. Fue sucedido por el representante demócrata de Estados Unidos, Martin Heinrich. Durante su tiempo en el senado, Bingaman se desempeñó como presidente durante mucho tiempo del Comité de Energía del Senado.
Después de dejar el senado, regresó a su alma mater, la Facultad de Derecho de la Universidad de Stanford, como miembro del Centro Steyer-Taylor de Política Energética y Finanzas.

## Biografía
Bingaman nació en El Paso, Texas, hijo de Frances Bethia Ball y Jesse Francis Bingaman. Creció en Silver City, Nuevo México. Su padre enseñó en la Western New Mexico University y su madre enseñó en el sistema de escuelas públicas. A los 15 años, obtuvo el rango de Eagle Scout. Los Boy Scouts de América más tarde entregaron a Bingaman el premio «Distinguido Eagle Scout». 
En 1982, Bingaman fue elegido senador, derrotando al titular republicano Harrison Schmitt. Bingaman acusó a Schmitt de no prestar suficiente atención a los asuntos locales. Fue reelegido cuatro veces.

## Posiciones políticas

### Inmigración
Al ser de un estado fronterizo con México, Bingaman ha estado muy involucrado en el debate sobre la inmigración ilegal a Estados Unidos. Él cree en una mayor aplicación de las fronteras para detener el flujo de inmigrantes ilegales, incluido más agentes de patrulla y el uso de cámaras de vigilancia. Sin embargo, también cree que Estados Unidos debería promulgar un programa de trabajadores invitados para que los inmigrantes que buscan un trabajo honesto puedan llegar legalmente. Bingaman votó en contra de la ley de vallas seguras en 2006. Votó en contra de declarar al idioma inglés el idioma oficial del gobierno federal de los Estados Unidos y votó a favor de continuar con los fondos federales para las autoproclamadas «ciudades santuario».

### Energía y el medio ambiente
A lo largo de su carrera política, Bingaman ha demostrado su interés en temas relacionados al medio ambiente. Ha trabajado constantemente para proteger la vida silvestre y las tierras públicas. Habló públicamente sobre la necesidad de la Ley de Energía Limpia de 2007, citando la importancia de desarrollar tecnologías limpias y empleos verdes. Expresó su apoyo al principio del proyecto de ley de eliminar las exenciones fiscales a las empresas de gas y petróleo.
Desde 2006, Bingaman ha estado trabajando en un proyecto de ley que reduciría las emisiones de gases de efecto invernadero a través de un sistema de "límites y comercio". Ha declarado que le gustaría ver su plan implementado para que las emisiones se reduzcan a los niveles de 1990 para 2030. Su proyecto de ley también aumentaría los niveles de financiamiento federal para la investigación y el desarrollo de tecnologías verdes.

### Temas sociales
Bingaman ha votado en línea con la mayoría de su partido sobre el aborto inducido. Ha expresado su apoyo para restablecer la Doctrina de la Equidad. Aunque votó en 1996 a favor de la ley de defensa del matrimonio, votó en contra de una reforma constitucional propuesta para prohibir el matrimonio entre personas del mismo sexo y ha sido calificado favorablemente por los grupos de derechos de los homosexuales. También ha votado dos veces en contra de una enmienda propuesta para prohibir la profanación de banderas y ha apoyado la discriminación positiva.

### Guerra de Irak
El 11 de octubre de 2002, Jeff Bingaman estaba entre los 23 senadores que no votaron a favor de autorizar la guerra de Irak.

### Asistencia sanitaria
Bingaman apoyó la legislación de reforma sanitaria del presidente Barack Obama; votó a favor de la Ley del Cuidado de Salud a Bajo Precio en diciembre de 2009, y votó a favor de la Ley de Reconciliación de la Atención Médica y la Educación de 2010.